# Nakoula Basseley Nakoula
Mark Basseley Youssef , cunoscut anterior ca Nakoula Basseley Nakoula, născut în 1957, este un creștin copt de origine egipteană, rezident al SUA, care a scris, produs și promovat filmul Inocența musulmanilor, un film anti-islamic, conceput pentru a denigra profetul Islamului, Muhammad.
La data de 02 iulie 2012, "Sam Bacile"(despre care s-a descoperit ulterior ca este unul dintre pseudonimele lui Nakoula), a postat pe YouTube mesaje de promovare a filmului Inocența musulmanilor. Videoclipurile au fost ulterior dublate în arabă și postate pe Internet în septembrie 2012. Demonstrații și proteste violente împotriva videoclipurilor au izbucnit la 11 septembrie în Egipt și s-au răspândit către alte state arabe musulmane și unele țări occidentale. Protestele au dus la sute de leziuni și peste 50 de decese.
La data de 27 septembrie 2012, autoritățile federale americane au declarat că Nakoula a fost arestat în Los Angeles și acuzat că nu a respectat condițiile eliberării condiționate. Procurorii au declarat că o parte din încălcări au fost declarațiile false în ceea ce privește rolul său în film și utilizarea aliasului "Sam Bacile". La data de 07 noiembrie 2012, Nakoula a pledat vinovat la patru dintre capetele de acuzare împotriva sa, și a fost condamnat la un an de închisoare și patru ani de eliberare condiționată.

### Prima parte a vieții
Nakoula s-a născut în Egipt și vorbește dialectul arab egiptean. Într-un interviu din septembrie 2012, la emisiunea Voice of America a postului radio în limba arabă Sawa, a declarat că el a fost absolvent al Facultății de Arte de la Universitatea din Cairo, și a pretins că este un cercetător islamic. La un moment dat, Nakoula a emigrat în sudul Californiei, unde a administrat mai multe benzinării în Hawaiian Gardens, California.. A locuit în Cerritos, în Los Angeles County, California. Nakoula a vizitat o serie de biserici copte din zonă , printre care și “St. George Coptic Orthodox Church” din Bellflower, însă nu era un membru regulat.
Potrivit Associated Press, "Nakoula a avut o serie de probleme financiare". În 1996, a fost depus drept de sechestru pe benzinăria lui Nakoula, pentru 194.000 dolari proveniți din impozite neplătite, penalități, și dobânzi datând din 1989-1992. În anul 1997 a fost pus din nou sechestru asupra lui pentru 106.000 dolari. A declarat faliment în 2000, dar nu a efectuat plăți în cadrul planului de faliment. Astfel, în anul 2006 a fost depus împotriva lui un sechestru fiscal în valoare de 191.000 dolari.

### Arest și închisoare
The Daily Beast a raportat că Nakoula a fost arestat de către Los Angeles County Sheriff's Department în 1997, a fost oprit de poliție și s-a constatat că avea în posesie efedrina, acid iodhidric, și 45.000 dolari în numerar. Nakoula a fost acuzat că intenționa să producă metamfetamină. El a pledat vinovat si a fost condamnat in 1997 la un an de închisoare în Los Angeles County Jailși la trei ani de eliberare condiționată. ConformLos Angeles County District Attorney el a încălcat termenii de eliberare condiționată în 2002 și a fost condamnat la un an în închisoare.
În 2010, Nakoula a pledat vinovat la acuzațiile federale și la acuzația de fraudă bancară în California. Nakoula a deschis conturi bancare folosind nume false și numere de securitate socială furate, inclusiv unul aparținând unui copil în vârstă de 6 ani, și a depus cecuri din aceste conturi, pentru a retrage bani de la bancomate. Procurorul a descris schema ca fiind “falsificare de cecuri”: "Încercați să scoateți banii din bancă înainte ca banca să își dea seama că sunt retrași dintr-un cont fraudulos. Practic, acolo nu sunt bani." Sentința de condamnare a lui Nakoula din iunie 2010 arată că după ce a fost arestat, el a depus mărturie împotriva unui presupus lider al acestui sistem fraudulos, în schimbul unei sentințe mai ușoare. A fost condamnat la 21 de luni într-o închisoare federală, urmat de cinci ani de eliberare condiționată, și a fost obligat să plătească 794.701 dolari despăgubire. A fost trimis la închisoare, apoi la un centru de reabilitare, și a fost eliberat din arest în iunie 2011.
La câteva săptămâni după eliberarea sa, Nakoula a început să lucreze la Inocența musulmanilor. Termenii de eliberare condiționată au fost să nu folosească nume false și să nu folosească internetul fără aprobare prealabilă de la ofițerul său supraveghetor.

### Inocența musulmanilor
Nakoula a fost recunoscut drept personaj cheie în producția filmului “Inocența musulmanilor”, un film anti - islamic postat pe YouTube, care discreditează profetul Islamului,Muhammad, și a fost acuzat pentru demonstrațiile si revoltele din Orientul Mijlociu, Africa de Nord, și alte regiuni. După ce protestele împotriva filmului “Inocența musulmanilor” au început pe 11 septembrie 2012, un bărbat care s-a prezentat drept "Sam Bacile", cel care a postat filmul pe Youtube, a contactat The Associated Press și Wall Street Journal. El a spus că a produs un film cu titlul “Inocența musulmanilor” pe care videoclipurile de pe Youtube îl promovau, și a declarat că filmul a fost finanțat cu 5 milioane dolari colectați de la 100 de donatori evrei, și că el este un evreu israelian.
La 13 septembrie, Nakoula a fost legat de film și de pseudonimul "Sam Bacile", de către Associated Press și de către autoritățile federale SUA. Associated Press a raportat că numărul de telefon mobil pe care "Bacile" l-a folosit pentru interviu, corespunde adresei lui Nakoula, iar printre cele 13 pseudonime ale lui Nakoula cunoscute anterior, erau nume similare cu Sam Bacile (legate de prenumele său, Basseley ). Nakoula a negat că el este Bacile, dar agenții federali ai poliției l-au identificat pe Nakoula ca fiind regizorul filmului. Părți ale filmului par să fi fost înregistrate la domiciliul lui Nakoula. Potrivit autorităților, Nakoula a pretins că a scris scenariul în timp ce era în închisoare. El a spus că a fost producător și că banii pentru film (50.000 dolari - 60.000 dolari), proveneau de la familia soției sale în Egipt.

### Viața în prezent
În urma reacțiilor violente împotriva filmului, Nakoula și familia lui s-au ascuns, iar casa din Cerritos a fost scoasă la vânzare. Avocatul său a declarat că a primit amenințări. La 15 septembrie 2012, autoritățile federale i-au luat lui Nakoula un interviu cu privire la încălcările eliberării condiționate, legate de distribuirea filmului pe Internet.
La data de 27 septembrie 2012, autoritățile federale americane l-au arestat pe Nakoula în Los Angeles pentru opt încălcări ale eliberării condiționate. Procurorii au declarat că o parte dintre acuzații au inclus declarații false în legătură cu rolul său în film și utilizarea pseudonimului "Sam Bacile". Nici una dintre acuzații nu face trimitere la utilizarea Internetului. După o audiere în fața unui judecător, Nakaoula a fost condamnat la inchisoare cu executare, pentru mințirea ofițerilor supraveghetori și pentru că era considerat "pericol pentru societate". Pe 7 noiembrie, Nakoula a pledat vinovat la 4 dintre acuzațiile îndreptate către el, într-o 
intr-o aparentă negociere a sentinței. El a fost condamnat la un an în închisoare federală și patru ani de eliberare sub supraveghere.
Pe 28 noiembrie 2012, un tribunal egiptean l-a condamnat(în absență) la moarte, pe el împreună cu alți creștini copți, printre care și predicatorul anti-Islam Terry Jones, acuzația fiind "defăimarea islamului". Sentința este puțin probabil să fie vreodată aplicată pentru că "inculpații" locuiesc in afara Egiptului. Un ministru pakistanez a oferit in secret o recompensă de 100.000 de dolari pentru moartea lui Nakoula.
În august 2013, Nakoula a fost eliberat din închisoare pentru a-și termina pedeapsa rămasă într-un centru de reabilitare, apoi în perioadă de probă pentru următorii patru ani. Pe data de 26 septembrie 2013, Nakoula a fost eliberat din centrul de reabilitare în custodia lui Wiley Drake, pastor al primei biserici baptiste din Buena Park, California.